# Sarke
Sarke – norweski zespół wykonujący muzykę z pogranicza thrash i black metalu. Powstał w 2008 roku z inicjatywy multiinstrumentalisty 
Thomasa Bergliego, znanego pod pseudonimem Sarke. Muzyk do współpracy zaprosił wokalistę Teda Skjelluma, znanego z występów w zespole Darkthrone. W listopadzie 2008 roku duet zarejestrował debiutancki album studyjny. Materiał zatytułowany Vorunah trafił do sprzedaży 6 kwietnia 2009 roku nakładem wytwórni muzycznej Indie Recordings.
W 2009 roku projekt został przekształcony w regularny zespół. Skład uzupełnili perkusista Asgeir Mickelson, gitarzyści Terje Andersen i Steinar Gundersen oraz klawiszowiec Anders Hunstad, natomiast funkcję basisty objął Thomas Bergli. W odnowionym składzie na przełomie października i listopada 2010 roku sekstet nagrał drugi album Sarke pt. Oldarhian. Wydawnictwo ukazało się 15 kwietnia 2011 roku, ponownie nakładem oficyny Indie Recordings.
W 2013 roku skład opuścił Terje Andersen. Kolejny materiał muzycy zdecydowali się zarejestrować jako kwintet. 20 września, także 2013 roku, ukazał się trzeci album studyjny formacji zatytułowany Aruagint. Rok później z zespołu odszedł Asgeir Mickelson. 11 marca 2016 roku został wydany czwarty album długogrający Sarke pt. Bogefod. W ramach promocji do pochodzącego z płyty utworu "Alternation" został zrealizowany teledysk. W 2017 roku płyta uzyskała nominację do nagrody norweskiego przemysłu fonograficznego Spellemannprisen w kategorii Metal.

## Muzycy
| Obecny skład zespołu - Thomas Bergli – gitara basowa (od 2008), gitara, perkusja (2008–2011) - Ted Skjellum – śpiew (od 2008) - Steinar Gundersen – gitara (od 2009) - Anders Hunstad – instrumenty klawiszowe (od 2009) |  | Byli członkowie zespołu - Asgeir Mickelson – perkusja (2009–2014) - Terje Andersen – gitara (2009–2013) Muzycy koncertowi - Christian Broholt – śpiew (od 2015) - Pål Mathiesen – śpiew (2015) |

## Dyskografia
| Tytuł     | Dane dot. albumu                                         |
| --------- | -------------------------------------------------------- |
| Vorunah   | - Data: 6 kwietnia 2009 - Wydawca: Indie Recordings      |
| Oldarhian | - Data: 15 kwietnia 2011 - Wydawca: Indie Recordings     |
| Aruagint  | - Data: 20 września 2013 - Wydawca: Indie Recordings     |
| Bogefod   | - Data: 11 marca 2016 - Wydawca: Indie Recordings        |
| Viige Urh | - Data: 13 października 2017 - Wydawca: Indie Recordings |
| Gastwerso | - Data: 1 listopada 2019 - Wydawca: Indie Recordings     |